# Overo se po' ffa
Overo se può fà è l'undicesimo album in studio del cantautore napoletano Gianni Fiorellino, pubblicato il 3 ottobre 2017 e distribuito dalla Zeus Record.

## Tracce
1. Overo se può fà (G. Fiorellino, V. D'Agostino, G. Fiorellino) – 3:35
2. L'ha fatto già cu n'ato nnammurato (V. D'Agostino, G. Fiorellino) – 3:36
3. Interno 23 (V. D'Agostino, G. Fiorellino) – 4:05
4. Annarella (V. D'Agostino, G. Fiorellino) – 4:13
5. Raccontami di te (L. D'Agostino, G. Fiorellino) – 3:58
6. Na bomba americana (feat. Vincenzo Bles - V. D'Agostino, V. Sperlongato, G. Fiorellino) – 4:05
7. Chesta città (V. D'Agostino, G. Fiorellino) – 3:28
8. Chello ca penso e tte (V. D'Agostino, L. D'Agostino, G. Fiorellino) – 3:49
9. L'Unica Femmena (V. D'Agostino, G. Fiorellino) – 3:39
10. Mo Fa Ammore In Casa (V. D'Agostino, L. Barbato, G. Fiorellino) – 3:22
11. Voglio Parlà cu tte (V. D'Agostino, G. Fiorellino) – 4:04
12. Appena Fa 18 Anne
13. L'Errore e Sbaglià 3:50 (S. Viola, G. Fiorellino) – 3:16

## Crediti
- Gianni Fiorellino - voce, arrangiamenti, direzione artistica, produzione, chitarre (tranne tracce 8 e 11), bassi, tastiere, pianoforte, percussioni, programmazioni e orchestrazioni presso Zeus Record, Napoli (tranne traccia 6 presso MGM Recording Studio, Nola) e registrazione e missaggio (traccia 6);
- Lele Melotti - batterie e percussioni
- Pippo Seno - chitarre (tracce 8 e 11), mandolini (traccia 7)
- Bles - voce rap (traccia 6)
- Tony Aprile, Michela Montalto - cori
- Gaetano Campagnoli - Sax soprano
- Armando Alfano, Francesco Di Costanzo, Sergio Carnevale, Ledia Nikolla, Fabrizio Giordano - primi violini
- Fabiana Sirigu, Francesca Strazzullo, Giuseppe Lucania, Isabella Parmiciano - secondi violini
- Luca Improta, Marco Traverso, Luciano Barbieri - viole
- Mauro Fagiani, Giovanni Sanarico - violoncelli
- Espedito Barrucci, Ciro Barrucci - registrazioni e missaggio presso Zeus Record, Napoli
- Antonio Baglio - mastering presso Miami Mastering Studio, Miami, FL, USA